# Acabou Chorare
Acabou Chorare  es el segundo álbum de estudio por el grupo musical brasileño Novos Baianos. Fue publicado en 1972 por Som Livre, seguido de su álbum debut É Ferro na Boneca (1970). El grupo estuvo influenciado por el músico João Gilberto, quien sirvió como mentor del grupo durante las sesiones de grabación.

## Producción
La canción de apertura, «Brasil Pandeiro», fue sugerida por Gilberto y es una de las sambas (junto con «Recenseamento»), que Assis Valente compuso para la llegada de Carmen Miranda a los Estados Unidos. Algunas de las canciones más exitosas del álbum son «Preta Pretinha», «Besta é Tu» y «Tinindo Trincando».

### Título
El nombre del álbum fue inspirado por el estilo Bossa nova de Gilberto, y por una historia que el le contó al grupo sobre su hija.

## Recepción
Acabou Chorare incluye algunos de los éxitos más populares del grupo. La canción del mismo nombre, por ejemplo, fue emitida en las radios brasileñas durante 30 semanas consecutivas. «Preta Pretinha» es la canción más solicitada por los fanáticos de Novos Baianos y fue elegida por Rolling Stone como la 20.ª mejor canción brasileña.

## Legado
En 2007, en «Los 100 mejores álbumes de la música brasileña» de la revista Rolling Stone, Acabou Chorare fue elegida en el primer lugar, siendo considerada como una obra maestra por los especialistas, productores y periodistas.

## Lista de canciones
| Lado uno |                         |                                          |          |  |
| N.º      | Título                  | Escritor(es)                             | Duración |  |
| 1.       | «Brasil Pandeiro»       | Assis Valente                            | 3:54     |  |
| 2.       | «Preta Pretinha»        | Moraes Moreira, Luiz Galvão              | 3:23     |  |
| 3.       | «Tinindo Trincando»     | Moreira, Galvão                          | 2:24     |  |
| 4.       | «Swing de Campo Grande» | Paulinho Boca de Cantor, Moreira, Galvão | 3:09     |  |
| 5.       | «Acabou Chorare»        | Moreira, Galvão                          | 4:13     |  |

| Lado dos |                            |                              |          |  |
| N.º      | Título                     | Escritor(es)                 | Duración |  |
| 1.       | «Mistério do Planeta»      | Moreira, Galvão              | 3:37     |  |
| 2.       | «A Menina Dança»           | Moreira, Galvão              | 3:52     |  |
| 3.       | «Besta é Tu»               | Pepeu Gomes, Moreira, Galvão | 4:24     |  |
| 4.       | «Um Bilhete pra Didi»      | Jorginho Gomes               | 2:51     |  |
| 5.       | «Preta Pretinha (Reprise)» | Moreira, Galvão              | 3:23     |  |

## Créditos
Créditos según Maria Luiza Kfouri.
- Baby Consuelo – voz principal y coros, percusión, maracas, triángulo, cabasa
- Paulinho Boca de Cantor – voz principal y coros, pandereta
- Pepeu Gomes – guitarra eléctrica y acústica, craviola
- Moraes Moreira – voz principal y coros, guitarra acústica
- Dadi Carvalho – bajo eléctrico
- Jorginho Gomes – batería, cavaquinho, bongó